# 抗原提示
抗原提示（こうげんていじ）とは、マクロファージや樹状細胞などの抗原提示細胞が、細菌などの外来性および内因性抗原を細胞内へ取り込んで分解を行った後に、細胞表面へその一部を提示する免疫機構である。提示された抗原はT細胞などにより認識され、細胞性免疫及び液性免疫を活性化する。

## 概要

上側の経路：外来性抗原 (1) は抗原提示細胞 (2) によって取り込まれる。抗原蛋白質は抗原プロセシングを受けた後、MHCクラスII分子によって細胞表面へ提示される (3)。MHCクラスIIはT細胞 (4) との相互作用に必要な分子である。
下側の経路：抗原蛋白質 (5) はB細胞 (6) に提示され、プロセシング (7) を受けた後に活性化T細胞 (10) のT細胞受容体(8) に対してB細胞のMHCクラスⅡを介して提示される。この過程を経て抗原特異的な抗体の産生 (9) が亢進する。

抗原提示細胞は、単に生体にとって異物である外来性抗原を貪食して除去するだけでなく、抗原の侵入を感知してリンパ球へ情報を伝えるシステムとして働いている。抗原提示細胞内には抗原を加水分解する酵素が存在し、外因性抗原の分解産物であるペプチドは主要組織適合遺伝子複合体 (major histocompatibility complex, MHC) クラスII分子により細胞表面へ提示される。
一方、内因性抗原の提示機構も知られており、MHCクラスI分子により提示が行われる。この機構は抗原提示細胞に限らず赤血球等の一部の細胞を除いて広く全身の細胞に備わっており、異物を提示している細胞は細胞障害性T細胞 (cytotoxic T lymphocyte, CTL) によって細胞死へと導かれる。
これらの外因性及び内因性抗原の提示を抗原提示と呼ぶ。抗原提示により活性化したT細胞は細胞性免疫及び液性免疫の機構に関与する。

## 内因性抗原の提示
内因性抗原とは、細胞内に侵入した細菌やウイルスなどによって産生される蛋白質のことである。癌細胞特異的な抗原（腫瘍抗原）も含まれる。これらの抗原は分解される際に翻訳後修飾としてポリユビキチン化を受け、蛋白質分解酵素であるプロテアソームにより分解される。
この際に働くプロテアソームは通常のプロテアソーム（構成型）とは活性がやや異なり、免疫プロテアソーム (immuno-proteasome) およびハイブリッドプロテアソーム (hybrid proteasome) と呼ばれる、抗原提示に特化した、いわば抗原プロセシング酵素である。特徴として、インターフェロンγによって誘導されることが挙げられる。これらのプロテアソームの活性は、各種炎症･免疫疾患の活動性と密接に関連している。
分解産物はTAP (transporter associated with antigen processing) と呼ばれるポンプによって小胞体内へと輸送され、MHCクラスI分子と結合する。その後、ペプチドはゴルジ体を経て細胞表面へ小胞輸送される。細胞障害性T細胞がMHCクラスIにより提示された抗原を認識すると、パーフォリン (perforin) やグランザイム (granzyme) を放出して標的細胞内のカスパーゼ-3 (caspase 3)を活性化し、アポトーシスシグナルを誘導する。

## 外因性抗原の提示

T細胞が抗原提示を受けて刺激されると、細胞障害性T細胞 (CD8^{+}) またはヘルパーT細胞 (CD4^{+}) へと分化する。

細菌や寄生虫、毒物などの外来性抗原は、抗原提示細胞にエンドサイトーシスによって取り込まれると、細胞内の酵素によって分解される。この酵素は内因性抗原の消化に関与するものとは異なり、MHCクラスIIリガンドへのプロセシングは、リソソーム内でカテプシンと呼ばれる酵素群により行われる。その後、抗原はMIIC (MHC class II compartment) あるいはCPL (compartment of peptide loading) と呼ばれる小胞に向かって輸送されるが、その過程で初期エンドソームは液胞型ATPアーゼ (V-ATPase) による酸性化を受けて後期エンドソームへと至る。酸性化された小胞内では抗原蛋白質は変性して高次構造を失うことになる。また、カプテシンの至適pHは酸性領域にあるためエンドソームの酸性化は抗原の分解において何かと都合がよい。分解産物である抗原ペプチドはゴルジ体経由でCPLに輸送されてきたMHCクラスII分子と結合し、細胞表面へと提示される。MHCクラスII分子はB細胞や樹状細胞、マクロファージなどの限られた細胞に局在している。

## クロスプレゼンテーション
比較的新しい概念なので文献によって解釈が微妙に異なる場合もあるが、ひとつの解釈として「クロスプレゼンテーション」とは、樹状細胞に感染しない種類のウイルスなどの病原体に対しても、その病原体の感染した他の細胞がアポトーシスによって、感染された細胞の自己破壊した際に発生するタンパク質などを、樹状細胞が取り込むことにより、病原体の情報を取得でき、MHCクラスI分子によって抗原提示され、MHCクラスI分子がT細胞（CD8 T細胞）に抗原提示する現象のことである。
抗原提示細胞が外来性抗原を取り込み、外来性抗原をプロセシング（ここではペプチドにまで分解することの意味）したのちMHCクラスI分子とともに細胞傷害性T細胞（CD8 T細胞）へ提示し活性化させる現象をクロスプライミング (cross-priming)、その抗原提示機構をクロスプレゼンテーション (cross-presentation) と称する。このような機構は樹状細胞をはじめ、B細胞や肝類洞内皮細胞において存在することが知られている。詳細な機構については未だによく知られていないが、小胞体やエンドソームが何らかの関与をしている可能性が示唆されている。